# Années 1960 en France
Pour des articles plus généraux, voir Années 1990, Histoire de la France sous la Cinquième République et Chronologie de la France sous la Ve République.

## Évènements

### 1960
- 1er janvier : indépendance du Cameroun
- 13 février : lors d'un essai, au nom de code Gerboise bleue, la France fait exploser dans la région de Reggane (département français du Sahara) sa première arme nucléaire, une bombe A, devenant ainsi la quatrième grande puissance au monde à se doter des moyens d'une dissuasion nucléaire.
- 4 avril : indépendance du Sénégal
- 27 avril : indépendance du Togo
- 1er août : indépendance du Bénin
- 3 août : indépendance du Niger
- 5 août : indépendance du Burkina Faso
- 7 août : indépendance de la Côte d'Ivoire
- 11 août : indépendance du Tchad
- 13 août : indépendance de la République centrafricaine
- 15 août : indépendance du Congo
- 22 septembre : indépendance du Mali
- 28 novembre : indépendance de la Mauritanie

### 1961
- 8 janvier : référendum sur l'autodétermination en Algérie

### 1962
- 18 mars : signature des accords d'Évian, prélude à l'indépendance de l'Algérie
- 8 avril : Référendum sur les accords d'Évian
- 14 avril : nomination de Georges Pompidou au poste de Premier ministre
- 5 juillet : indépendance de l'Algérie
- 5 octobre : victoire d'une motion de censure de l'Assemblée nationale contre le gouvernement de Georges Pompidou
- 10 octobre : dissolution de l'Assemblée nationale
- 28 octobre : référendum sur l'élection au suffrage universel du président de la République
- 18 novembre : premier tour des élections législatives
- 25 novembre : deuxième tour

### 1965
- 5 décembre : premier tour de l'élection présidentielle.
- 19 décembre : deuxième tour. Élection de Charles de Gaulle pour un deuxième mandat de Président de la République.

### 1966
- 7 mars : La France se retire du commandement intégré de l'OTAN.

### 1967
- 5 mars : premier tour des élections législatives
- 12 mars : deuxième tour

### 1968
- mai : évènements de mai 1968
- 30 mai : dissolution de l'Assemblée nationale
- 23 juin : premier tour des élections législatives
- 30 juin : deuxième tour
- 10 juillet : nomination de Maurice Couve de Murville au poste de Premier ministre

### 1969
- 27 avril : référendum sur la réforme régionale et du Sénat
- 28 avril : peu après minuit, le général de Gaulle annonce sa démission de la présidence de la République.
- 1er juin : premier tour de l'élection présidentielle.
- 15 juin : deuxième tour. Élection de Georges Pompidou au mandat de Président de la République.
- 20 juin : nomination de Jacques Chaban-Delmas au poste de Premier ministre

## Économie

### Société
En 1968, la France commence à s’affranchir des difficultés de logement liées à l’après-guerre, mais le surpeuplement reste un souci majeur. Par ailleurs, la France compte 42 % de propriétaires. Un logement sur dix était encore dépourvu d’eau courante et plus de la moitié n’avaient pas de salle de bain.

## Politique énergétique et environnementale
Plus de 14 000 tonnes de déchets radioactifs ont été immergées à la fin des années 1960 par la France dans des fosses de l'Atlantique.

## Mode
La mode des années 1960 est marquée par un renversement complet des préceptes établis lors de la précédente décennie. L'incontournable haute couture parisienne représentée par Cristóbal Balenciaga, Jacques Fath, Pierre Balmain ou Hubert de Givenchy voit son rôle de guide supplanté par le prêt-à-porter, poussé en cela par les mouvements de la jeunesse : alors que la mode reste souvent représentative d'un pays, d'une classe sociale, avec une uniformité générationnelle, désormais, elle va incarner une tranche d'âge, une tendance culturelle ou même la représentation de contre-cultures. Héritage de la Libération, la puissance et les techniques du prêt-à-porter américain avec ses méthodes de production industrialisée, déferle sur la France. Paris capitale de la mode cède sa place à Londres. La capitale britannique devient le centre de la plupart des tendances. La musique pop émanant de ce pays va aussi influencer les comportements vestimentaires au même titre que les yéyés relayés en France par Salut les Copains ou Dim, Dam, Dom. Si ces années là les français ont perdu leur suprématie, nombre de stylistes et couturiers continuent de faire de Paris une place centrale, créative, influente. Le « Space age » représenté par Courrèges et Pierre Cardin ainsi que la minijupe vont s'imposer comme symboles de l'époque. L'usage de matières synthétiques s'impose. Certains noms deviennent synonymes de ces multiples bouleversements, comme Emmanuel Ungaro, Paco Rabanne ou Yves Saint Laurent ; Saint Laurent ouvre sa maison de couture en 1962. Cherchant à démocratiser la mode, il lance Saint Laurent rive gauche, son prêt-à-porter luxueux. Il dessine Le smoking, la Saharienne et nombre de créations qui marqueront cette époque. D'autres multiples enseignes, plébiscitées par les jeunes et souvent plus abordables, voient le jour, promues en cela par une nouvelle génération de stylistes tels Emmanuelle Khanh, Gérard Pipart ou Michèle Rosier. Les premiers « bureaux de style », chargés d’analyser les variations de la mode et de guider les confectionneurs, revendeurs, ou même les magazines, sont fondés.
Vers la fin de la décennie, le modernisme et la créativité de l'époque laissent entrer une iconoclaste mode ethnique et ses tendances assimilées ; elle va se disperser dans certaines couches de la société. La maille, représentée par Sonia Rykiel, fait une entrée majeure dans la mode. Les évolutions de la consommation et distribution ont alors déjà révolutionné la façon d'aborder la mode partout en France, marquant une rupture radicale avec les années 1950.